# Arcadia Shepherds
Arcadia Shepherds FC este un club de fotbal din suburbia Arcadia, din Pretoria capitala administativă a Africii de Sud. Actualmente, clubul este afiliat la Asociația de Fotbal din Pretoria (FAP).

## Istoria Clubului
În 1903 se înființează clubul Arcadia Shepherds. Echipa este originară din surbubia Arcadia, dar numele complet a fost inspirat din faimoasa pictură în ulei, „Păstorii din Arcadia” de Nicolas Poussin, circa 1637 care descrie un mormânt gravat cu fraza latină „Et in Arcadia ego”. Club era destinat sudafricanilor albi din cauza apartheidului. Cunoscute inițial sub numele de Arcadia Shepherds, a fost redenumit „Arcadia United” înainte de sezonul 1963, în urma unei fuziuni cu ISCOR Pretoria. Numele a revenit la Arcadia Shepherds înainte de sezonul 1969. A fost unul dintre cei doisprezece membri fondatori ai NFL în 1959 și au rămas în acea ligă până la disparitia sa în 1977. Arcadia Shepherds a fost prima echipă albă care a jucat într-un meci cu un jucător negru pe 5 martie 1977, apoi participă la campionatele mixte care includ echipe albe și negre. Astăzi echipa evoluează în Liga Vodacom, al treilea nivel al fotbalului sudafrican. Meciurile de pe teren propriu le dispută pe stadionul Caledonian.

## Palmares
| Campionatele Naționale                                                                      |                                                                                             |                                                 |
| - NFL (1) : - Campioni : 1974. - Locul 4 : 1966.                                            | - NPSL (1) : - Campioni : 1992 - neoficial. - Locul 2 : 1979, 1983. - Locul 3 : 1978, 1981. | - NSL (0) : - Locul 3 : 1988. - Locul 4 : 1987. |
| Cupele NFL                                                                                  |                                                                                             |                                                 |
| - Cupa NFL (1) : - Câștigători : 1974. - Finalistă : 1965, 1966, 1975. - Semifinale : 1962. | - Cupa UTC Bowl (1) : - Câștigători : 1974.                                                 |                                                 |
| Cupele Naționale                                                                            |                                                                                             |                                                 |
| - Cupa Africii de Sud (0) : - Semifinale : 1985.                                            | - Cupa MTN 8 (1) : - Câștigători : 1986. - Finalistă : 1985, 1988. - Semifinale : 1987.     | - Cupa Ligii (1) : - Câștigători : 1982.        |

## Cupe
| An         | Club Sportiv | Scor       | Adversar      |        | An      | Club Sportiv | Scor           | Adversar |
| Semifinale | Semifinale   | Semifinale | Semifinale    | Finale | Finale  | Finale       | Finale         |          |
| ---------- | ------------ | ---------- | ------------- | ------ | ------- | ------------ | -------------- | -------- |
| 1982       | Arcadia      | 5 - 2      | Durban City   | 1982   | Arcadia | 2 - 0        | Highlands Park |          |
| 1985       | Arcadia      | 1 - 0      | Black Aces    | 1985   | Arcadia | 2 - 3        | Kaizer Chiefs  |          |
| 1986       | Arcadia      | 2 - 0      | Jomo Cosmos   | 1986   | Arcadia | 4 - 2        | Bidvest Wits   |          |
| 1987       | Arcadia      | 1 - 2      | Kaizer Chiefs | 1988   | Arcadia | 1 - 2        | Mamelodi       |          |